# Бе-200
Бе-200 «Альтаир» — российский самолёт-амфибия (летающая лодка), разработанный ТАНТК имени Г. М. Бериева и производившийся на Иркутском авиационном заводе. В 2008 году производство Бе-200 перенесено на ТАНТК имени Г. М. Бериева. Производство самолета по состоянию на 2023 год «практически свернуто». Одновременно с этим заявлено о работах по ремоторизации и установке двигателя ПД-8, и в октябре 2024 года был представлен новый экземпляр, выпущенный по контракту для Алжира.
Бе-200 разработан с использованием идей, заложенных в предшественника — амфибию А-40. Забор воды для тушения пожаров может быть проведён как на аэродроме, так и на поверхности воды в режиме глиссирования. Основные сферы применения: тушение пожаров, поисково-спасательные операции, охрана водных поверхностей, экологические миссии, перевозки пассажиров и грузов. По ряду лётно-технических характеристик[каких?] Бе-200 не имеет аналогов в мире.

## История создания
Решение о начале работ по созданию самолёта-амфибии было принято Постановлением Правительства РФ от 17 июля 1992 года № 497. Министерству промышленности Российской Федерации поручили обеспечить разработку и строительство в сроки:
- рабочее проектирование — 1993 год;
- строительство двух опытных самолётов — 1994—1995 годы;
- начало лётных испытаний — 1994 год;
- завершение сертификационных работ — 1996 год.

Предусмотрены средства: 1,6 млрд в 1993—1995 годах по Программе развития гражданской авиации до 2000 года и 150 млн рублей из фонда конверсии в III квартале 1992 года.
Первый полёт прототипа Бе-200ЧС состоялся 24 сентября 1998 года.
В 2008 году производство Бе-200 перенесено с Иркутского авиационного завода на ТАНТК имени Бериева (город Таганрог). Иркутский авиазавод поставляет часть деталей для производства планеров, в частности, крыло самолёта. К моменту начала выпуска в Таганроге планировалось существенно усовершенствовать самолёт.
Самолёты Бе-200, выпущенные после 2011 года, оборудованы кабиной экипажа со специально разработанным пилотажно-навигационным комплексом ARIA-200, позволяющим экипажу из двух человек одновременно выполнять самолётовождение и решать в автоматическом режиме следующие задачи:
- выход на очаг пожара и акваторию забора воды;
- заход на посадку на аэродромы, оборудованные инструментальной (ILS) системой посадки по 1 и 2 категориям ICAO;
- точное определение взаимного положения в группе при плохой видимости, так называемая стеклянная кабина[9].

10 ноября 2010 года на модификацию Бе-200ЧС (указанный в сертификате как Be-200ES-E) был получен европейский ограниченный сертификат типа (англ. Restricted Type Certificate).

## Конструкция
При написании раздела использовалась информация из следующей документации:
- Самолёт-амфибия Бе-200ЧС. Руководство по лётной эксплуатации. Книга 1 «Лётное руководство». А201.0000.000 РЛЭ-1;
- Самолёт-амфибия Бе-200ЧС. Руководство по лётной эксплуатации. Книга 2 «Руководство по эксплуатации систем и оборудования». А201.0000.000 РЛЭ-2;
- Самолёт-амфибия Бе-200ЧС. Руководство по лётной эксплуатации. Книга 3 «Руководство по эксплуатации комплекса АРИА-200М». А201.0000.000 РЛЭ-3.

Самолёт-амфибия Бе-200 — свободнонесущий высокоплан со стреловидным крылом, Т-образным оперением и убираемым в полёте шасси. Два турбореактивных двухконтурных двигателя Д-436ТП установлены на вертикальных пилонах за крылом, что исключает попадание воды в них при выполнении взлёта и посадки на гидроаэродроме. Основные конструкционные материалы планера — коррозионностойкие алюминиевые и титановые сплавы, а также легированные стали. Ряд элементов конструкции выполнен из композиционных материалов.
Самолёт предназначен для:
- перевозки людей или грузов;
- поиска в заданном районе терпящих бедствия кораблей и точного определения координат происшествия;
- классификации обнаруженных целей с помощью бортовых средств;
- тушения лесных и других пожаров путём последовательного сброса воды или огнегасящего состава до 12 тонн за один проход.

Состав экипажа самолёта определяется в зависимости от решаемых задач. Штатный экипаж Бе-200ЧС — три человека: два пилота (командир и второй пилот) и бортмеханик. Имеется дополнительное место для наблюдателя, штурмана или проверяющего. При тушении пожаров в состав экипажа вводится наблюдатель. Обязанности дополнительного члена экипажа, бортмеханика определяются руководящими документами по лётной работе, обязанности наблюдателя определяет эксплуатант. В некоторых случаях (грузовые перевозки) допускается выполнение полёта минимальным составом экипажа из двух пилотов.

### Планер
Фюзеляж — двухреданная лодка большого удлинения с переменной поперечной килеватостью. Фюзеляж самолёта разделён водонепроницаемыми перегородками на шесть отсеков: носовой отсек, кабина пилотов, грузовая кабина, бытовой отсек, технический отсек и кормовой отсек. По бортам лодки установлены брызгоотражатели и гидродинамические щитки, в средней части днища установлены дефлекторы. К фюзеляжу в районе центроплана крепятся бортовые обтекатели, переходящие в пилоны маршевых двигателей.
Кабина пилотов — здесь располагаются рабочие места лётчиков, бытовое и радиоэлектронное оборудование. В подпольном пространстве кабины находятся блоки пилотажно-навигационного комплекса и систем регистрации параметров полёта. Фонарь кабины оснащён сдвижными форточками, обеспечивающими аварийное покидание самолёта на суше и на воде.
Грузопассажирская кабина — передняя часть кабины. Это приёмный отсек, используемый для спуска и подъёма бортовых плавсредств и погрузки и выгрузки различных грузов. Грузовая кабина оснащена иллюминаторами и двумя блистерами для визуального поиска целей, возле которых оборудованы места наблюдателей. В задней части грузовой кабины находятся задняя входная и эксплуатационные двери. Пол грузовой кабины — водонепроницаемый и на нём крепятся узлы для швартовки грузов. Подпольное пространство грузовой кабины занимают водяные баки. Грузовая кабина и кабина пилотов оборудованы системами обогрева и вентиляции.
Бытовой отсек — здесь расположен гардероб и туалет.
Технический отсек — здесь находятся блоки радиосвязного и радионавигационного оборудования, системы регистрации полётной информации и электроснабжения.
Кормовой отсек — здесь находятся аккумуляторы, а также механизмы и агрегаты управления водяным рулём.
Крыло размахом 32,78 метра, двухлонжеронное, стреловидное (по передней кромке 23°13’) и имеет геометрическую крутку. Кессон крыла образован лонжеронами, нервюрами и панелями. Верхняя панель крыла монолитная, нижняя — клёпаная. Механизация крыла — на каждой консоли крыла расположены: три секции предкрылка, две секции закрылка, элерон, два тормозных щитка и три интерцептора. В корневой части крыла расположено по топливному баку.
Хвостовое оперение — свободнонесущее, стреловидное. Горизонтальное оперение — трапециевидное, стабилизатор — управляемый. Стабилизатор и киль — двухлонжеронной конструкции. Стабилизатор крепится к заднему лонжерону киля на двух шарнирах и с помощью механизма управления отклоняется от +4° до −10°. Рули высоты и руль направления выполнены с осевой аэродинамической компенсацией.
Шасси — трёхстоечное с носовой опорой. Каждая стойка оснащена двумя колёсами. Колёса основных опор — тормозные. Носовая опора — управляемая от педалей управления самолётом с помощью гидропривода. Во время полёта стойки шасси убираются.
Гидравлическая система самолёта состоит из трёх независимых систем (1-я, 2-я и 3-я). Они обеспечивают:
- управление рулями высоты и направления, элеронами, интерцепторами;
- выпуск и уборку тормозных щитков;
- выпуск и уборку закрылков;
- выпуск и уборку шасси;
- торможение колёс основных опор шасси;
- поворот колёс передней опоры шасси;
- открытие и закрытие грузового люка;
- открытие межбаковых заслонок;
- выпуск водозаборников;
- управление водорулём.

Рабочее давление в каждой системе 210 кГс/см2. Гидравлическая жидкость — синтетическое масло НГЖ-5У по ТУ38.401-58-57-93. Давление создаётся плунжерными гидронасосами на двигателях НП-135 и электрическими насосными станциями НС74. Вторая гидросистема имеет два насоса НП-135: рабочий на правом двигателе и резервный — на левом. Также эта система подключена к турбонасосной установке, работающей от ВСУ.
Топливная система. Топливо в самолёте размещается в двух баках-отсеках ёмкостью по 6250 кг, симметрично расположенных в кессонах корневой части крыла: бак № 1 расположен в левой КЧК, бак № 2 — в правой. Каждый топливный бак содержит расходную секцию, в которой выделены предрасходный и расходный отсеки, сообщающиеся между собой по низу через переливные обратные клапаны, а по верху — через переливные окна и консольный отсек. В передней части каждого расходного отсека установлен жидкостный теплообменник гидравлической системы самолёта. Расходные отсеки поддерживаются полными в течение всего полёта. Бесперебойная подача топлива к двигателям обеспечивается при отрицательной перегрузке в течение не менее 3 сек. Правый и левый бак соединены между собой трубопроводом с краном кольцевания. Разница в выработке из правого и левого баков не должна превышать 500 кг.
В левом бортовом обтекателе находится заправочная горловина централизованной заправки и пульт управления заправкой. Контроль за работой топливной системы в полёте осуществляется топливомером СУИТ8-11, работающим в комплексе с системами БСКД-436-200 и КСЭИС. Резервный остаток топлива по сигнализатору составляет 550 кг. Невырабатываемый остаток топлива в баках 400 кг.
Противопожарное оборудование самолёта включает системы сигнализации о пожаре СПС-3, включающие в себя сигнализаторы пожара УСП-2, установленные в вентиляторных отсеках мотогондол и отсеках ВСУ, сигнализаторы пожара УСП-4, установленные в газогенераторных отсеках мотогондол, и исполнительные блоки БИ-06; систему пожаротушения, включающая в себя две очереди огнетушителей 2-8-5М с системой трубопроводов и распределительных коллекторов; панель контроля огнетушителей в верхнем щитке пилотов, два красных светосигнализатора, датчик импульсов ДИ-1.
В грузовом, бытовом и техническом отсеках установлены датчики задымления, в кабине установлен блок сигнализации. Также имеется отдельный дымоизвещатель в туалете. Для тушения пожара внутри самолёта установлены четыре переносных огнетушителя ОР1-2-20-30 с зарядом хладона.
Морское оборудование — включает в себя водоруль, носовое буксировочное устройство, кормовой гак, стационарные швартовочные утки на правом борту и съёмные утки на окантовке грузолюка. По требованию заказчика устанавливается дополнительное оборудование.
Оборудование для тушения пожаров — под полом грузовой кабины расположены две группы водяных баков ёмкостью 13 м³. Баки разделены продольными перегородками на секции. Каждая секция оснащена створкой для сброса воды и дренажным патрубком, соединяющим бак с атмосферой. Забор воды осуществляется на глиссировании через два водозаборника, расположенных за первым реданом и обеспечивающих заполнение ёмкостей до 12 м³. На аэродроме возможна полная заправка ёмкостей водой с помощью заправщика АС-157.

### Силовая установка
Включает два модуля двигательной установки и вспомогательную силовую установку — газотурбинный двигатель ТА-12-60, установленный в правом переднем зализе крыла самолёта.
Каждый модуль представляет собой законченный по сборке агрегат, включающий в себя двигатель Д-436ТП, капоты, узлы крепления двигателей к силовой части бортового обтекателя и самолётные системы, смонтированные непосредственно в агрегате, разъёмы которых выведены в нижнюю часть двигателя. Ответные части разъёмов самолётных систем установлены на силовой части рамы бортового обтекателя.
Краткое описание двигателя Д-436ТП.
(см. отдельную статью о семействе двигателей Д-436).
Двигатель Д-436ТП выполнен по трёхвальной схеме с осевым пятнадцатиступенчатым компрессором, промежуточным корпусом, кольцевой камерой сгорания и пятиступенчатой турбиной. Компрессор двигателя осевой, трёхкаскадный, состоит из трансзвукового вентилятора, дозвуковой подпорной ступени вентилятора, околозвукового компрессора низкого давления и дозвукового компрессора высокого давления. Вентилятор и турбина вентилятора образуют ротор вентилятора. Подпорная ступень соединена болтовым соединением с ротором вентилятора.
Компрессор низкого давления (КНД) — шестиступенчатый, состоит из статора и ротора. Статор своим обтекателем разделяет поток воздуха за рабочим колесом вентилятора по наружному и внутреннему контурам. Компрессор высокого давления (КВД) — семиступенчатый, состоит из входного направляющего аппарата (ВНА), ротора, статора. Компрессор низкого давления и турбина низкого давления образуют ротор низкого давления (РНД). Компрессор высокого давления и турбина высокого давления образуют ротор высокого давления (РВД).
Камера сгорания состоит из корпуса, жаровой трубы, топливного коллектора с топливными форсунками и двух пусковых воспламенителей. Жаровая труба — кольцевого типа с 18 топливными форсунками, имеет сварную конструкцию, состоит из отдельных, сваренных встык колец, имеющих ряд отверстий для прохода вторичного воздуха. Топливные форсунки — центробежного типа, одноканальные, четыре из них — аэрофорсунки (с пневмораспылом топлива), которые обеспечивают устойчивое горение при обеднении топливовоздушной смеси.
Турбина — трёхкаскадная, пятиступенчатая, реактивная, состоит из одноступенчатой турбины высокого давления (ТВД), одноступенчатой турбины низкого давления (ТНД) и трёхступенчатой турбины вентилятора (ТВ).
Запуск двигателя — воздушный, автоматический. Раскрутка ротора высокого давления осуществляется воздушным стартером СВ-36, установленным на коробке приводов двигателя. В качестве источника сжатого воздуха для СВ-36 используются ВСУ или наземные источники с аналогичными параметрами сжатого воздуха. В полёте двигатель можно запускать как от ВСУ, так и на оборотах авторотации.
Система управления подачей топлива — электронно-гидравлическая, обеспечивает подачу топлива в двигатель в количестве, определённом положением рычага управления двигателем (РУД) и условиями полёта. Топливорегулирующая аппаратура двигателя — топливный регулятор и электронный регулятор режимов двигателя ЭРРД-436.
Масляная система двигателя — автономная, замкнутая, циркуляционная под давлением. Масло основное — ИПМ-10 по ТУ38.1011299-90, дублирующее ВНИИ НП 50-1-4ф по ГОСТ 13076-86; ВНИИ НП 50-1-4у по ТУ 38.401-58-12-91. Расход масла двигателем не более 0,4 литра в час.
Навесные агрегаты двигателя: привод-генератор ГП-25, два гидронасоса НП-135.
Отбор воздуха на самолётные нужды осуществляется за 4 или за 7 ступенью контура высокого давления. Воздух используется в системе кондиционирования и для обогрева воздухозаборника двигателя.
Контроль параметров двигателя осуществляется с помощью бортовой системы контроля БСКД 436—200, с отображением информации на экранах МФИ-1 и МФИ-2, а также на резервном индикаторе ИРД1-1, расположенном на левой панели приборной доски пилотов и на алфавитно-цифровом печатающем устройстве (АЦПУ). Информация, регистрируемая защищённым бортовым накопителем ЗБН-1-3 сер.2 системы сбора и обработки параметрической информации МСРП, используется для анализа работоспособности двигателя.
Основные данные двигателя Д-436ТП:
- Тяга взлётная в стандартной земной атмосфере, Н (кГс) — 75020,8 (7650)
- Время непрерывной работы двигателя на взлётном режиме не более 2 мин (3 % от всего ресурса), при аварийных ситуациях — до 30 мин, с последующим съёмом двигателя.
- Тяга на максимальном продолжительном режиме, Н (кГс) — 59820,5 (6100)
- Тяга на максимальном крейсерском режиме, Н (кГс) — 14709,9 (1500)
- Тяга на земном малом газе Н (кГс) — 3922,7 (400)
- Время приёмистости двигателя от ЗМГ до взлётного режима, без включения отбора воздуха от двигателя в самолётные системы — 5 сек
- Топливо основное — ТС-1
- Топливо дублирующее — РТ
- Топливо резервное — Т-2
- Зарубежные аналоги топлива:
  - Jet A-1 по DEF STAN 91-91
  - JP-4 по DEF STAN 91-88.
- Присадки в топливо: жидкости «И», «И-М», S-748 в кол-ве 0,3 % от массы топлива; «Сигбол», ASA-3 фирмы Shell в кол-ве не более 0,0003 % от массы топлива

### Бортовой комплекс радиоэлектронного оборудования АРИА-200М
Бортовой комплекс радиоэлектронного оборудования АРИА-200М представляет собой совокупность барометрических, радиотехнических, электромеханических, механических и электронных датчиков информации, вычислительных средств, усилительно-преобразовательных управляющих устройств, многофункциональных индикаторов, пультов управления, функционирующих по общему алгоритму и обеспечивающих решение задач навигации и пилотирования.
Комплекс предназначен для:
- Ручного и автоматического самолётовождения на всех этапах полёта с выполнением действующих норм продольного, бокового и вертикального эшелонирования при

полётах в любых физико-географических условиях, в любое время суток и года
- Ручного самолётовождения в районе водоём/место пожара
- Ручного и автоматического захода на посадку на аэродромы, оборудованные посадочными средствами по I категории ICAO
- Ручного захода на посадку на необорудованные посадочными средствами водные акватории днём, в условиях визуальной видимости земли и водной поверхности
- Приёма и передачи радиотелефонных сообщений на всех этапах полёта и на земле в МВ (в пределах радиовидимости) и ДКМВ (не менее 60 % дальности полёта) диапазонах
- Представления экипажу пилотажно-навигационной информации, режимов работы и состояния исправности систем АРИА-200М и других функциональных систем самолёта
- Формирования и выдачи аварийных, предупреждающих, информационных речевых сообщений и тональных звуковых сигналов
- Автоматического контроля состояния бортового самолётного оборудования.

Вся основная пилотажно-навигационная и служебная информация выводится на шесть многофункциональных цветных индикаторов (дисплеев) системы КСЭИС-200 в кабине лётчиков.
Состав комплекса АРИА-200М (упрощённо):
- вычислитель системы самолётовождения ВСС-95-1В (2 к-та)
- блок вычислительных систем БВС-3000 (4 шт)
- блок концентрации сигналов БКС-3000 (2 шт)
- комплексная система электронной индикации и сигнализации КСЭИС-200 (1 к-т)
- система воздушных сигналов СВС-96 (3 к-та)
- система навигационная интегрированная НСИ-2000МТ (2 к-та)
- система бесплатформенной курсовертикали СБКВ-85-2
- комплексный пульт радиотехнических средств КПРТС-95М-1
- аппаратура VIM-95-05
- антенна глиссадная АГ-003
- антенна маркерная АМВ-002
- антенна курсо-навигационная АКН-003-200
- автоматический радиокомпас АРК-32
- радиовысотомер А-053-08.01 (2 к-та)
- РЛС «Буран А-200»
- самолётный ответчик СО-94
- радиодальномер DМЕ/р-85
- радиостанция «Арлекин-ДЖ»
- радиостанция «Орлан-85СТ» (2 к-та)
- радиотехническая система ближней навигации РСБН-85
- антенно-фидерное устройство «Астра-200»
- компас магнитный КИ-13БС-1
- хронометр авиационный электронный ХАЭ-85М
- блок питания трансформаторный БПТ-36В-1 (2 шт)
- система предупреждения столкновений TCAS-II
- авиагоризонт АГБ-96Р
- радиомагнитный индикатор РМИ-3
- пульт управления режимами ПУР-95М
- привод регулирования тяги ПРТ-2-10-2А
- радиопеленгатор сигналов аварийных радиомаяков MDF-124F(V2)
- радиостанция морского диапазона Р-800Л1Э
- речевой самописец фирмы TEAM (SSCVR) AP71232101

### Эксплуатационные ограничения по самолёту
- максимальная взлётная масса с БВПП не более 42 тонны, допускается превышение на 200 кг при рулении до старта
- максимальная масса заправляемого топлива при ρ = 0,775 г/см3 — 12 500 кг
- максимально допустимая высота полёта — 8100 м
- максимально допустимая высота полёта с пассажирами — 7600 м
- максимальная эксплуатационная скорость по прибору, км/ч — 530
- расчётная предельная скорость по прибору, км/ч — 610
- максимальное эксплуатационное число М — 0,64
- максимальная допустимая перегрузка на чистом крыле ny мах — 2,5
- максимальная допустимая перегрузка с выпущенной механизацией ny мах — 2,0
- минимальная допустимая перегрузка ny min — 0
- диапазон эксплуатационных центровок в полёте, % САХ: 30-41
- высота волны при взлёте с водной поверхности или посадке на воду, не более — 1,2 м
- максимально допустимое волнение зыби при взлёте с водной поверхности или посадке на воду, не более — 0,6 м
- предельно допустимые значения температур наружного воздуха у земли при эксплуатации с сухопутного аэродрома — от −50 до +42°С
- длина гидроаэродрома, не менее — 2,7 км
- глубина акватории наименьшая — 3,5 м
- длина акватории при заборе воды, не менее — 3,2 км

## Модификации
| Название модели             | Краткие характеристики, отличия. |
| --------------------------- | --- |
| Бе-200                      | Противопожарный самолёт-амфибия, построен 1 экземпляр (первый полёт 24 сентября 1998 года). |
| Бе-200ПС                    | Патрульный поисково-спасательный самолёт-амфибия, дальнейшая модернизация Бе-200П, предназначенный для проведения поисково-спасательных операций на суше и на воде. Оснащён специальным поисковым и спасательным оборудованием. Экипаж состоит из 2 лётчиков, 2 наблюдателей, бортмеханика и 2 спасателей. |
| Бе-200ЧС (он же Be-200ES-E) | Многоцелевой самолёт-амфибия, строится серийно (первый полёт 27 августа 2002 года). |
| Бе-200Т(проект)             | Многоцелевой самолёт для нужд ФСБ. Сухопутный вариант Бе-200. |

## Технические характеристики
Технические характеристики
- Экипаж: 5 человек
- Пассажировместимость: до 25 пассажиров
- Длина: 32,049 м
- Размах крыла: 32,780 м
- Высота: 8,90 м
- Площадь крыла: 117,44 м²
- Габариты кабины (ДxШхВ): 18,7 м x 2,4 м x 1,8м
- Масса пустого: 28000 кг
- Масса полезной нагрузки: 5000 кг груза, а также
 12 м³ воды в баках (8 секций водяных баков, с возможностью одновременного или последовательного сброса)
- Максимальная взлётная масса:  [11]
  - С суши: 42000 кг
  - С воды: 37900 кг
  - С глиссирования: 43000 кг
- Масса топлива во внутренних баках: 12500 кг
- Силовая установка: 2 × ТРДД Д-436ТП
- Тяга: 2 × 7500 кгс
- Вспомогательная силовая установка: 1 × ГТД ТА-12-60

Лётные характеристики
- Максимально допустимая скорость: 530 км/ч
- Максимальная скорость: 610 км/ч
- Крейсерская скорость: 360 км/ч
- Скорость при взлёте: 220 км/ч
- Скорость при посадке: 195 км/ч
- Скорость при наборе воды: 160-210 км/ч
- Практическая дальность: 3100 км
- Скороподъёмность: 8 м/с

## Использование
Лесные пожары ежегодно приводят к многочисленным жертвам и наносят миллиарды долларов ущерба по всему миру. Одним из самых эффективных средств борьбы с лесными пожарами является авиация. Тонны воды, сбрасываемые с самолёта, могут погасить любой источник возгорания. Благодаря своим уникальным характеристикам БЕ-200 особенно эффективен в борьбе с огненной стихией.
С 2003 года Бе-200 используется для тушения лесных пожаров как в России, так и за рубежом:
- С 2003 по 2008 год применялись при тушении пожаров в Греции, Италии, Португалии, Болгарии, Хорватии, Черногории.
- В октябре 2006 года группировка Бе-200 использовалась при тушении пожаров на островах Суматра и Калимантан в Индонезии[13].
- В начале января 2015 года применялся МЧС России для поиска обломков и жертв после крушения самолёта Airbus A320-216 авиакомпании AirAsia в Яванском море.
- В начале апреля 2015 года участвовал в спасательной операции МЧС России в Охотском море после крушения БАТМ «Дальний Восток».
- В сентябре 2016 года два самолёта-амфибии Бе-200ЧС МЧС России потушили в Португалии 26 лесных пожаров, защитили от огня 13 населённых пунктов и 3 национальных парка. Всего за время работы было совершено 122 сброса воды общей массой почти 1 500 тонн.
- В ноябре 2016 года самолёты Бе-200 МЧС России прибыли в Израиль по поручению Президента РФ и в соответствии с запросом израильской стороны. Авиацией МЧС России было совершено 7 вылетов, произведено 22 слива воды массой 264 тыс. литров (за одну заправку топливом Бе-200ЧС может сбросить до 27 тонн воды, работая на удалении от аэродрома в радиусе до 100 км, что является уникальной тактико-экономической характеристикой). Самолёты не только тушили пожары в Израиле, но и осуществляли мониторинг лесопожарной обстановки, что позволило не допустить распространение пожаров.
- В июне 2017 года в Качугском районе Иркутской области экипаж самолёта-амфибии Бе-200 МЧС России спас 20 пожарных-парашютистов. При тушении лесного пожара люди оказались в огненном кольце. Экипаж самолёта Бе-200 МЧС России в это время совершал сбросы воды над лесным пожаром в соседнем Слюдянском районе. Получив информацию от наземных сил, командир Бе-200 МЧС России Александр Марнохай принял решение без дозаправки направиться в Качугский район для спасения пожарных. «…мы забрали воду из Байкала и направились к ним. Подлетев к месту назначения, увидели страшную картину, два крупных пожара площадью более 200 га начинают соединяться, а пожарные-парашютисты оказываются в огненной ловушке. Оценив ситуацию, мною было принято решение совершить первые сбросы на верховой пожар, который стремительно подходил к лагерю. Уже после третьего слива огонь утратил свою силу, а последующие сбросы воды и эффективная работа наземных сил вовсе остановили огонь» — рассказал командир самолёта-амфибии Александр Маркохай.
- 2019: участие в тушении лесных пожаров в Сибири.
- 2021: участие в тушении лесных пожаров в Турции, на Кипре, в Греции[14], а также в регионах России: в Тольятти[15], в Якутии[16] (один самолёт потерян при столкновении с горой во время тушения пожара в Турции)[17].
- 2022: участие в тушении лесных пожаров в Зауралье — летало два борта, 31130 и 31140.

## Происшествия
14 августа 2021 потерпел крушение самолёт-амфибия Бе-200 (RF-88450 «20 Жёлтый») при столкновении с горой в Турции. На борту находились пять российских военнослужащих и три представителя Турции. Самолёт использовался для тушения лесных пожаров в Турции. По данным турецкого телеканала NTV, никто не выжил. Позднее Министерство обороны Российской Федерации подтвердило, что пятеро российских военных и трое турецких граждан погибли при крушении пожарного самолёта в Турции.
По предварительным данным, через некоторое время после начала тушения связь с самолётом была потеряна. В министерстве сельского и лесного хозяйства Турции уточнили, что катастрофа произошла в районе города Кахраманмараш. В район крушения направлены спасатели. Посольство РФ в Турции выясняет обстоятельства трагедии.

## Эксплуатанты и заказчики

### Эксплуатанты
Россия:
- ТАНТК имени Г. М. Бериева — 2 самолёта (опытные экземпляры, № 01 и № 02)[24]. В случае подписания контракта на поставку Бе-200 в какую-либо страну эти самолёты планируется передавать во временное пользование (лизинг) до начала поставок заказанных самолётов[25].
- МЧС России — 6 самолётов[26][27].
- Авиация ВМФ России — 1 Бе-200ЧС по состоянию на 2024 год[28].

 Азербайджан:
- МЧС Азербайджана — 1 самолёт[24]. Бе-200ЧС получен в начале мая 2008 года[29].

 Алжир:
- ВВС Алжира — 2 самолёта по состоянию на 2024 год[30].

### Отменённые заказы
МО России — 24 апреля 2013 года подписан контракт на поставку двух Бе-200ЧС и четырёх Бе-200ПС на общую сумму 8,4 млрд рублей. 23 августа 2017 года Арбитражный суд Москвы удовлетворил иск Министерства обороны к ТАНТК имени Г. М. Бериева о взыскании 6,7 млрд рублей и расторжении государственного контракта на поставку Бе-200. Соответствующее решение размещено в картотеке арбитражных дел.
 МЧС России — дополнительный заказ на 8 самолётов с началом поставки в конце 2010 года. Позже заказано ещё 24 самолёта с поставками до 2024 года.
 Министерство обороны Алжира — Алжир движется к приобретению шести амфибийных водных бомбардировщиков Бе-200 Бериева с опционом ещё на два самолёта.
 Индонезия — 30 октября 2015 года правительство Индонезии выделило средства для приобретения четырёх Бе-200ЧС.
 Китай — 2 ноября 2016 года заключён контракт на поставку в Китай двух самолётов-амфибий Бе-200, с опционом на ещё 2 самолёта.
 США. Фирмой Seaplane Global Air Services заказано 10 самолётов. По условиям контракта первые два самолёта оснастят украинскими двигателями Д-436ТП, а на остальные установят модель SaM146 российско-французского производства. Поставки Бе-200 американской компании начнутся в 2020—2021 годах.
 Чили (Asesorias СВР Ltda) — заказано 2 самолёта (хотя ранее страна хотела купить 5 самолётов).

## Галерея
- Бе-200 на аэродроме Хабаровск-Центральный
- Бе-200 участвует в тушении пожаров в Греции. Афины, 2007 год
- Бе-200 на авиасалоне МАКС 2011
- Бе-200 взлетает с воды. Геленджик